# Joseph Kosinski
Joseph Kosinski (Marshalltown, 3 maggio 1974) è un regista, sceneggiatore, produttore cinematografico e architetto statunitense.

## Biografia
Di origini polacche e franco-canadesi, dopo essersi laureato in architettura negli anni novanta alla Columbia University, ha iniziato a lavorare piccoli corti in grafica computerizzata; grazie a questa passione è stato notato dal regista/produttore David Fincher. Fincher, dopo aver convinto Kosinski a trasferirsi a Los Angeles, lo ha messo a capo della Anonymous Content, grazie alla quale ha iniziato a dirigere promo e spot commerciali in computer grafica per aziende quali Nike, Apple, Nintendo e diverse case automobilistiche. Nel 2005 scrive una storia chiamata Oblivion, che la Radical Pictures mette poi in sviluppo nel 2009 per trarne l'omonimo film.
Le sue capacità nel gestire la CGI gli hanno permesso di diventare un regista per la Warner Bros.; nel 2010 dirige il sequel dello storico film di fantascienza del 1982 Tron, intitolato Tron: Legacy. Nel 2013 scrive e dirige Oblivion, con un cast che comprende Tom Cruise, Olga Kurylenko, Andrea Riseborough, Morgan Freeman e Nikolaj Coster-Waldau. In concomitanza alle sue occupazioni cinematografiche, Kosinski è anche un assistente insegnante di architettura, specializzato nel campo della modellazione tridimensionale e grafica.

## Filmografia

### Regista

#### Cinema
- Tron: Legacy (2010)
- Oblivion (2013) – anche sceneggiatore e produttore
- Fire Squad - Incubo di fuoco (Only the Brave) (2017)
- Top Gun: Maverick (2022)
- Spiderhead (2022)
- F1 - Il film (F1: The Movie) (2025)

#### Cortometraggi
- The Dig (2017)

#### Videoclip
- Hold My Hand di Lady Gaga (2022)

## Riconoscimenti
Satellite Award
- 2022 – Candidatura per il miglior regista per Top Gun: Maverick[5]